# Doug Sulliman
Simon Douglas „Doug“ Sulliman (* 29. August 1959 in Glace Bay, Nova Scotia) ist ein ehemaliger kanadischer Eishockeyspieler und -trainer, der im Verlauf seiner aktiven Karriere zwischen 1976 und 1990 unter anderem 647 Spiele für die New York Rangers, Hartford Whalers, New Jersey Devils und Philadelphia Flyers in der National Hockey League auf der Position des rechten Flügelstürmers bestritten hat. Seine Schwager Dave und Don Maloney waren ebenfalls professionelle Eishockeyspieler.

## Karriere
Sulliman verbrachte seine Juniorenzeit zwischen 1976 und 1979 bei den Kitchener Rangers in der Ontario Major Junior Hockey League, nachdem er zuvor ausschließlich in seiner Heimatprovinz Nova Scotia auf dem Eis gestanden hatte. Im Trikot der Rangers absolvierte der Stürmer binnen der drei Jahre über 220 Spiele, in denen ihm etwas mehr als 300 Scorerpunkte gelangen. Dies führte schließlich dazu, dass er im NHL Entry Draft 1979 bereits in der ersten Runde an 13. Position von den New York Rangers aus der National Hockey League ausgewählt wurde. Noch vor den späteren Hockey-Hall-of-Fame-Mitgliedern Mark Messier, Glenn Anderson und Michel Goulet.
Zur Spielzeit 1979/80 wechselte der 20-Jährige schließlich zu den Profis und kam in seinen ersten beiden Jahren sowohl für die New York Rangers in der NHL als auch deren Farmteam, die New Haven Nighthawks, in der American Hockey League zu Einsätzen. Erst mit dem Wechsel zu den Hartford Whalers im Oktober 1981 etablierte sich der Angreifer als dauerhafter NHL-Spieler. Um Sulliman von den Rangers zu erwerben, transferierten die Whalers Mike Rogers und ein Zehntrunden-Wahlrecht im NHL Entry Draft 1982 nach New York. Als Kompensation erhielt Hartford noch zusätzlich die Spieler Chris Kotsopoulos und Gerry McDonald aus New York. Im Trikot der Hartford Whalers absolvierte der Flügelstürmer in der Saison 1981/82 mit 69 Punkten in 77 Spielen sein bestes Jahr in der NHL. Schließlich blieb er noch zwei weitere Spielzeiten in Hartford, in denen seine Punktausbeute allerdings bis auf magere 19 Punkte im Spieljahr 1983/84 zurückging.
In der Folge wurde der Vertrag des Kanadiers seitens der Hartford Whalers nicht verlängert, sodass er im Sommer 1984 als Free Agent ein neues Arbeitsverhältnis mit den New Jersey Devils einging. Bei den Devils konnte Sulliman wieder an die Leistungen vorheriger Jahre anknüpfen. Er bestritt Spielzeiten mit zunächst 38 und später dann 43 sowie 53 Scorerpunkten. Dies bescherte ihm in der Saison 1986/87 neben zahlreichen teaminternen Auszeichnungen auch eine Nominierung für die Bill Masterton Memorial Trophy seitens seines Teams. Nachdem Sulliman insgesamt vier Spieljahre bei den New Jersey Devils verbracht hatte, wurde er im NHL Waiver Draft im Oktober 1988 von den Philadelphia Flyers ausgewählt. Dort bestritt der inzwischen 29-Jährige weitere zwei Jahre in der NHL. Nachdem er in der Saison 1989/90 aufgrund einer Knieverletzung nur 26 Spiele absolviert hatte, beendete er im Sommer 1990 nach 647 Spielen, in denen er 332-mal punktete, seine aktive Karriere.
Nach dem vorzeitigen Karriereaus kehrte Sulliman umgehend in das Franchise der New Jersey Devils zurück, wo er für die folgenden drei Jahre als Assistenztrainer angestellt wurde. Zunächst unter Cheftrainer John Cunniff, danach unter Tom McVie und Herb Brooks. Nach der Saison 1992/93 beendete er sein Engagement und kehrte dem aktiven Eishockeysport für die folgenden 15 Jahre den Rücken. Sulliman arbeitete unter anderem an der Wall Street und im Versicherungswesen, zusätzlich sporadisch als Analyst bei den Fernsehübertragungen der Spiele der New Jersey Devils. Erst zur Spielzeit 2008/09 kehrte der Kanadier in die NHL zurück und übernahm einen Assistenztrainerposten bei den Phoenix Coyotes, die zu dieser Zeit von Wayne Gretzky betreut wurden. In den folgenden beiden Jahren bis 2011 übte er diese Position unter dem neuen Cheftrainer Dave Tippett aus.

## Karrierestatistik
(Legende zur Spielerstatistik: Sp oder GP = absolvierte Spiele; T oder G = erzielte Tore; V oder A = erzielte Assists; Pkt oder Pts = erzielte Scorerpunkte; SM oder PIM = erhaltene Strafminuten; +/− = Plus/Minus-Bilanz; PP = erzielte Überzahltore; SH = erzielte Unterzahltore; GW = erzielte Siegtore; 1 Play-downs/Relegation; Kursiv: Statistik nicht vollständig)